# 東京大学理科二類
東京大学理科二類（とうきょうだいがくりかにるい）は、東京大学の科類。略称は理二（りに）。

## 概要
「生物学、化学、物理学を中心とする生命科学・物質科学・数理科学の基礎」を主に学ぶ。
主に農学部・工学部・理学部に進学する。また、一般的に理科三類から進学する医学部医学科へも理科二類からの指定枠が8名ある。